# نافعة
نافعة قرية سورية تتبع ناحية الشجرة في منطقة درعا في محافظة درعا. بلغ عدد سكانها 2,673 نسمة في عام 2004 حسب إحصاء المكتب المركزي للإحصاء.

## تاريخ
في عام 1884 وصف عالم الآثار الأمريكي غوتليب شوماخر قرية نافعة بأنها قرية يسكنها نحو 160 مسلمًا يعيشون في خمسة وثلاثين كوخًا من الحجر والطين. وتقع القرية على ارتفاع أعلى قليلاً من محيطها في الريف الصخري شرقي الجولان. كانت تربتها عالية الجودة وكانت أراضيها الصالحة للزراعة تمتد شرقًا إلى نهر العلان. وتوقع شوماخر أن القرية كانت ذات أهمية أكبر في ماضيها، بسبب الأطلال الكبيرة للمساكن القديمة والأكثر حداثة في محيطها المباشر.